# Kefermarkt
Kefermarkt este o municipalitate din districtul Freistadt, în landul Austria Superioară din Austria. Biserica din Kefermarkt găzduiește iconostasul medieval Kefermarkt.

## Populație
Conform statistik.at:

## Galerie de imagini

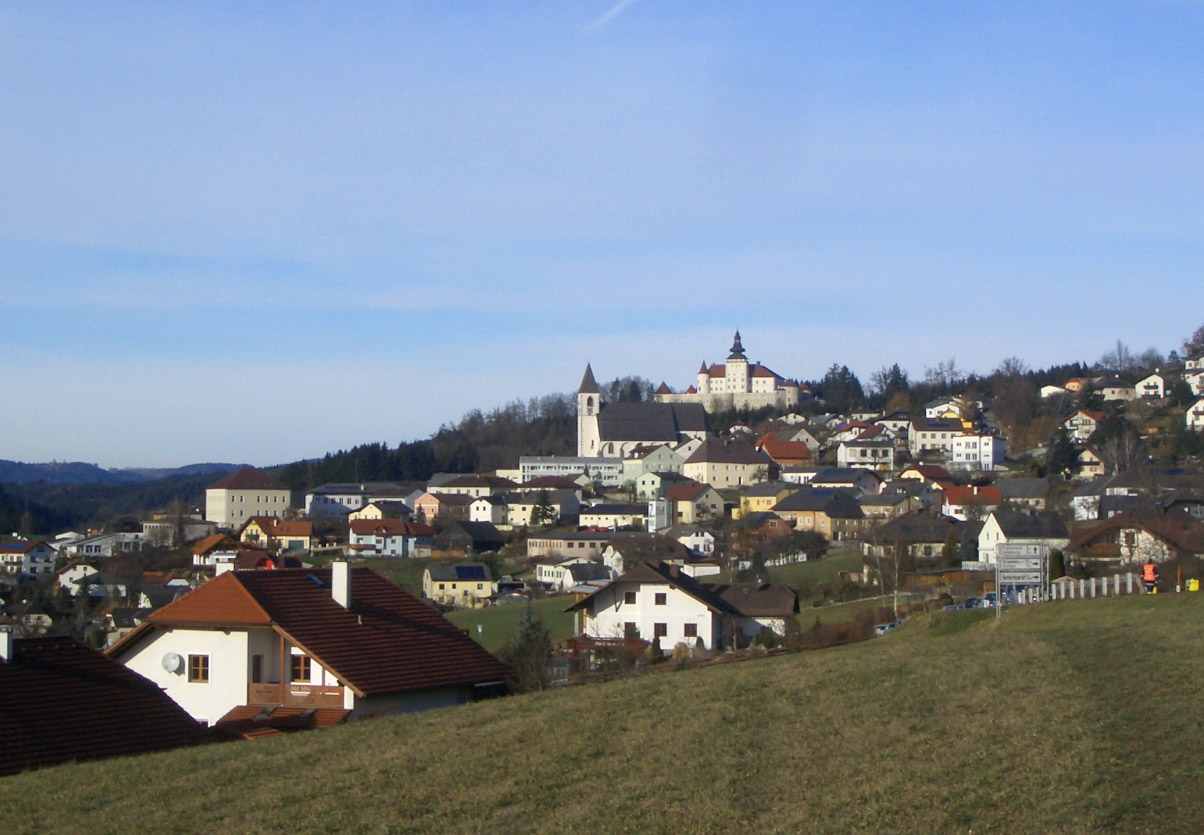
Vedere a castelului Weinberg
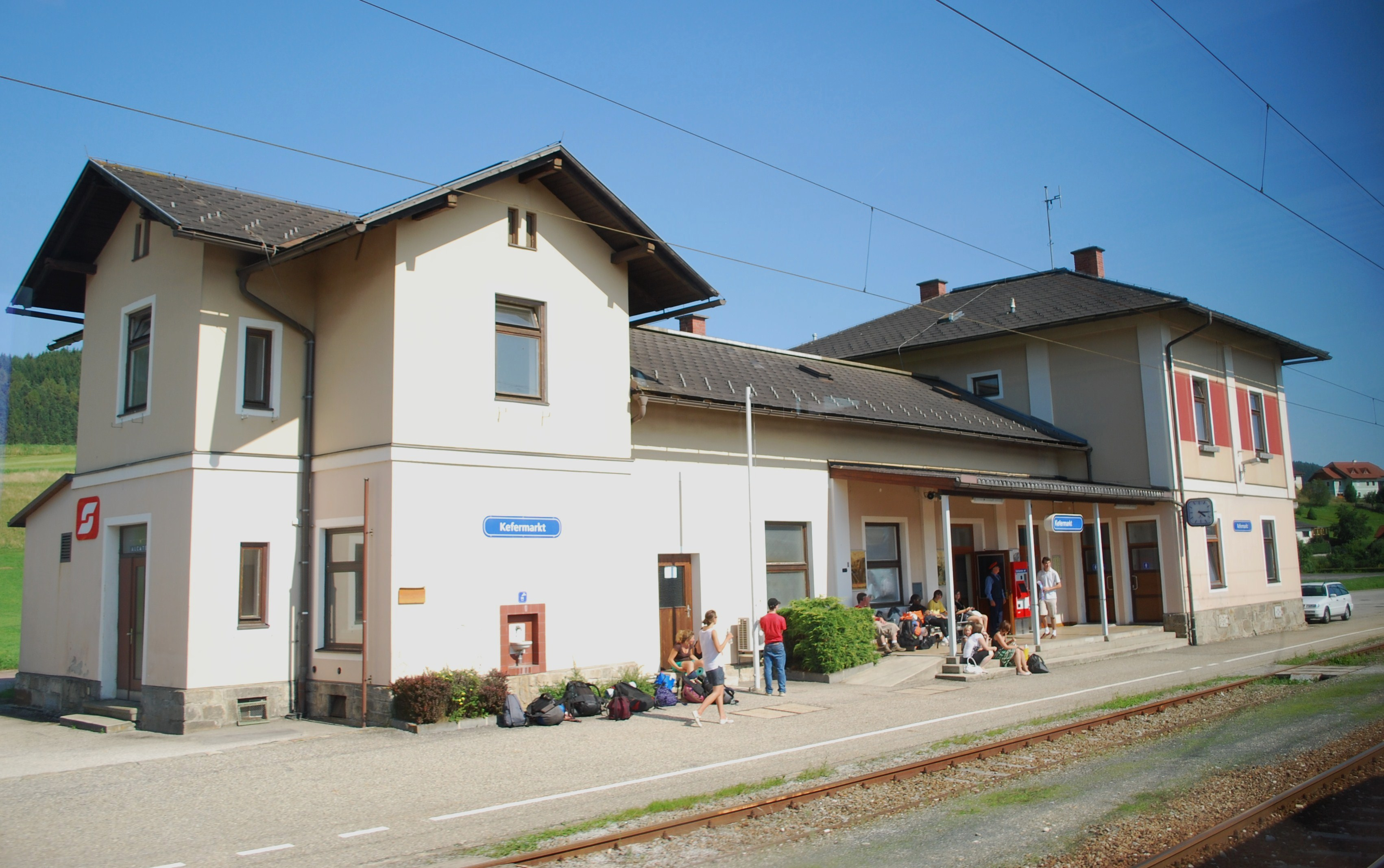
Gara Kefermarkt
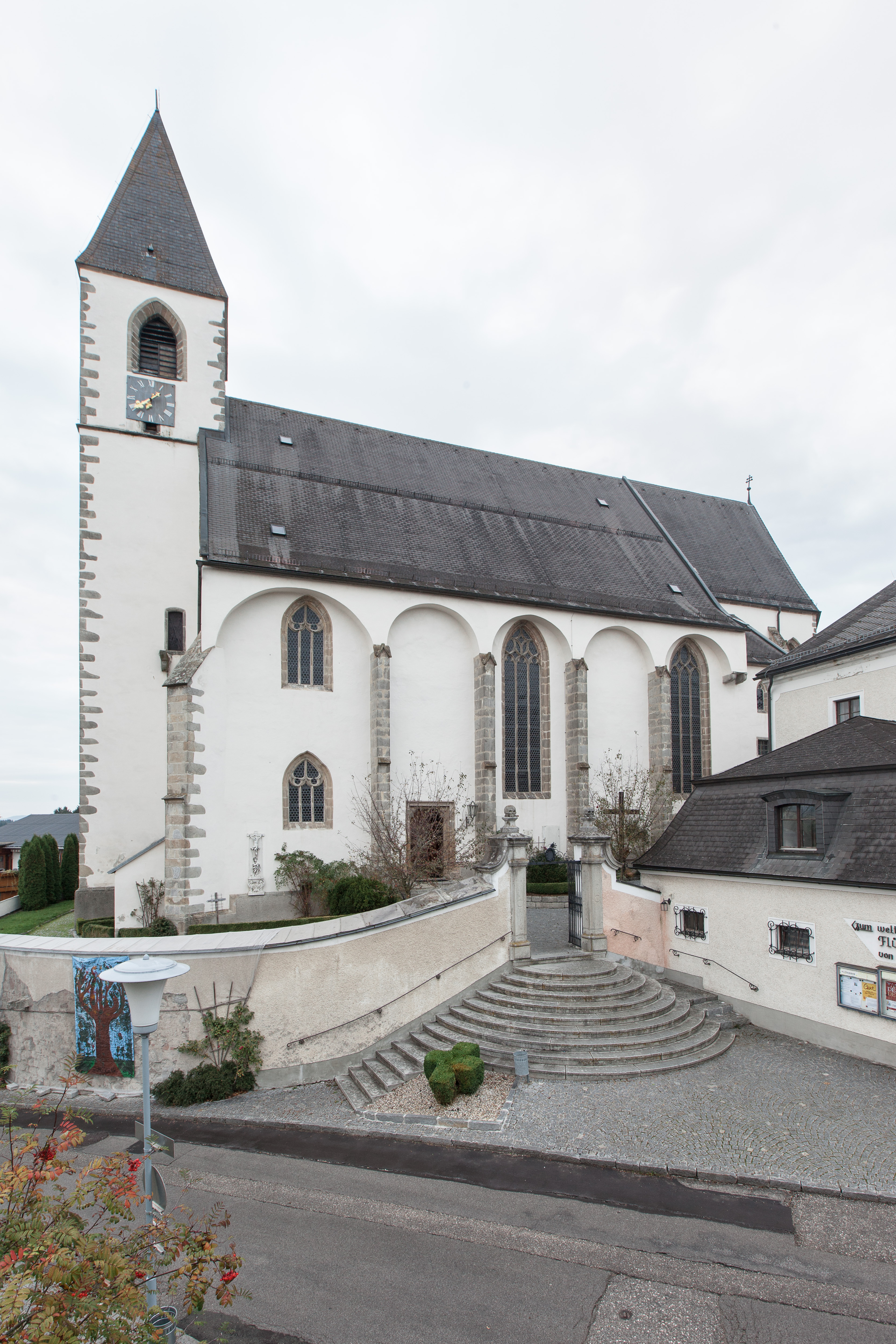
Biserica parohială din Kefermarkt
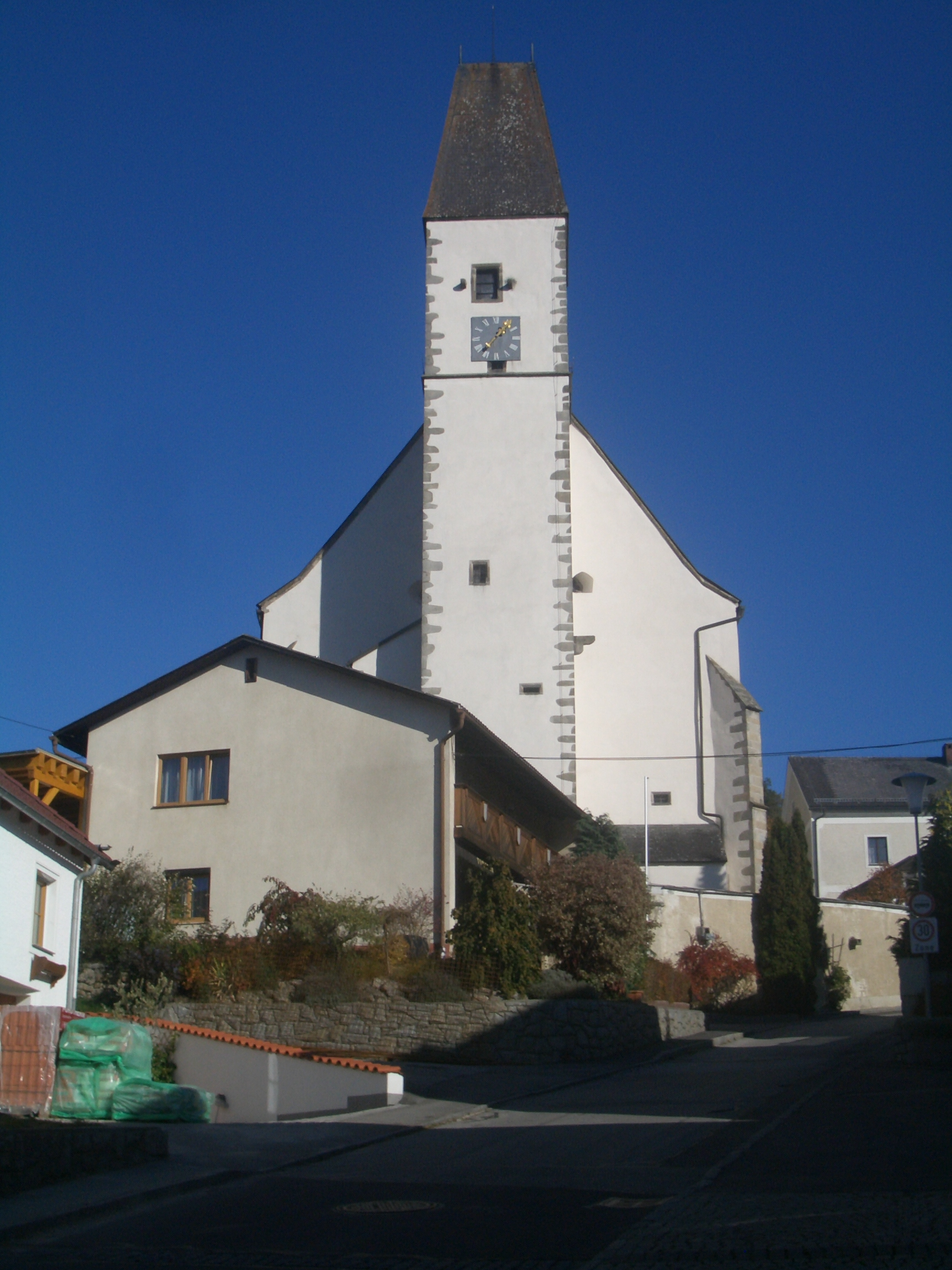
Biserica parohială
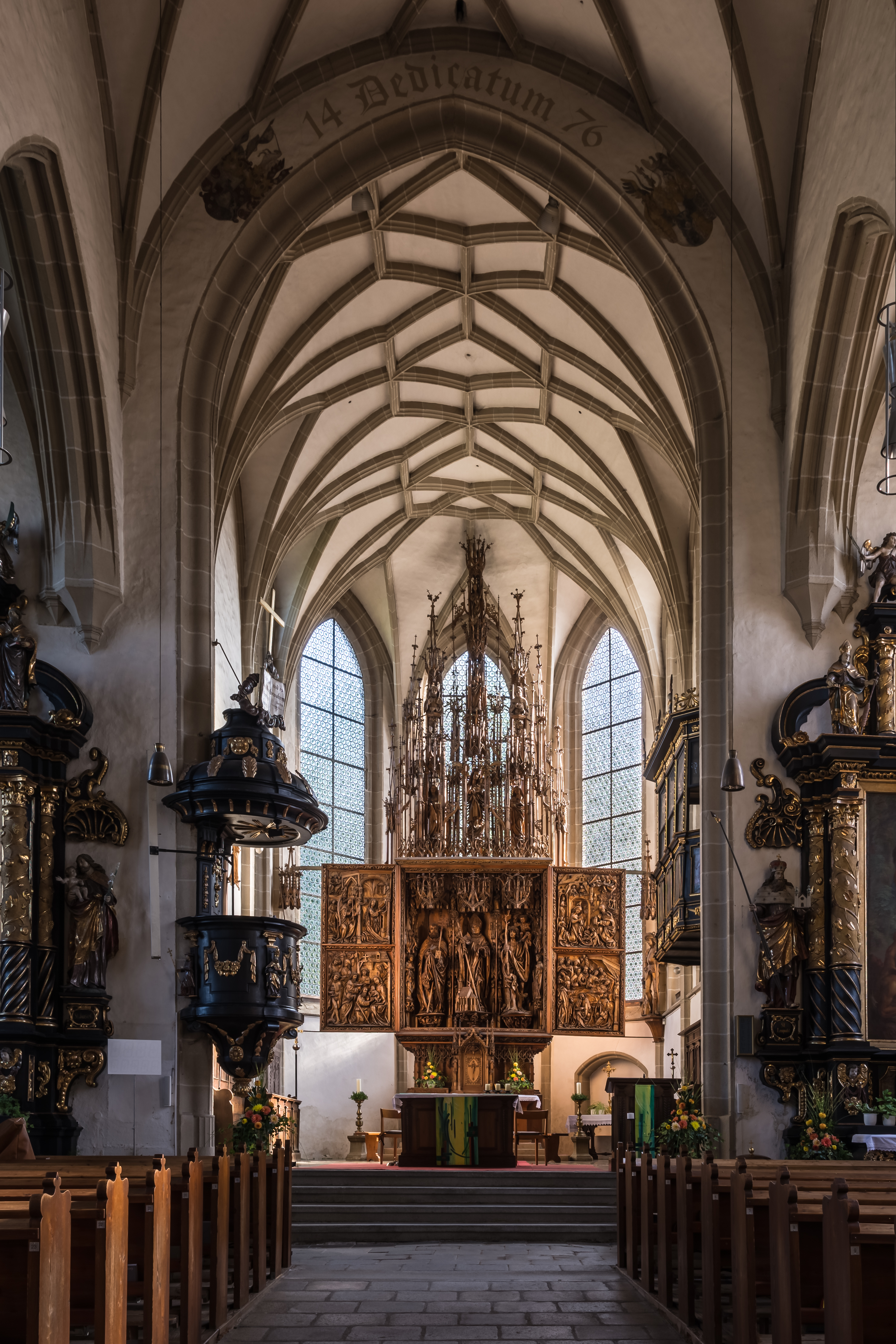
Interiorul bisericii parohiale
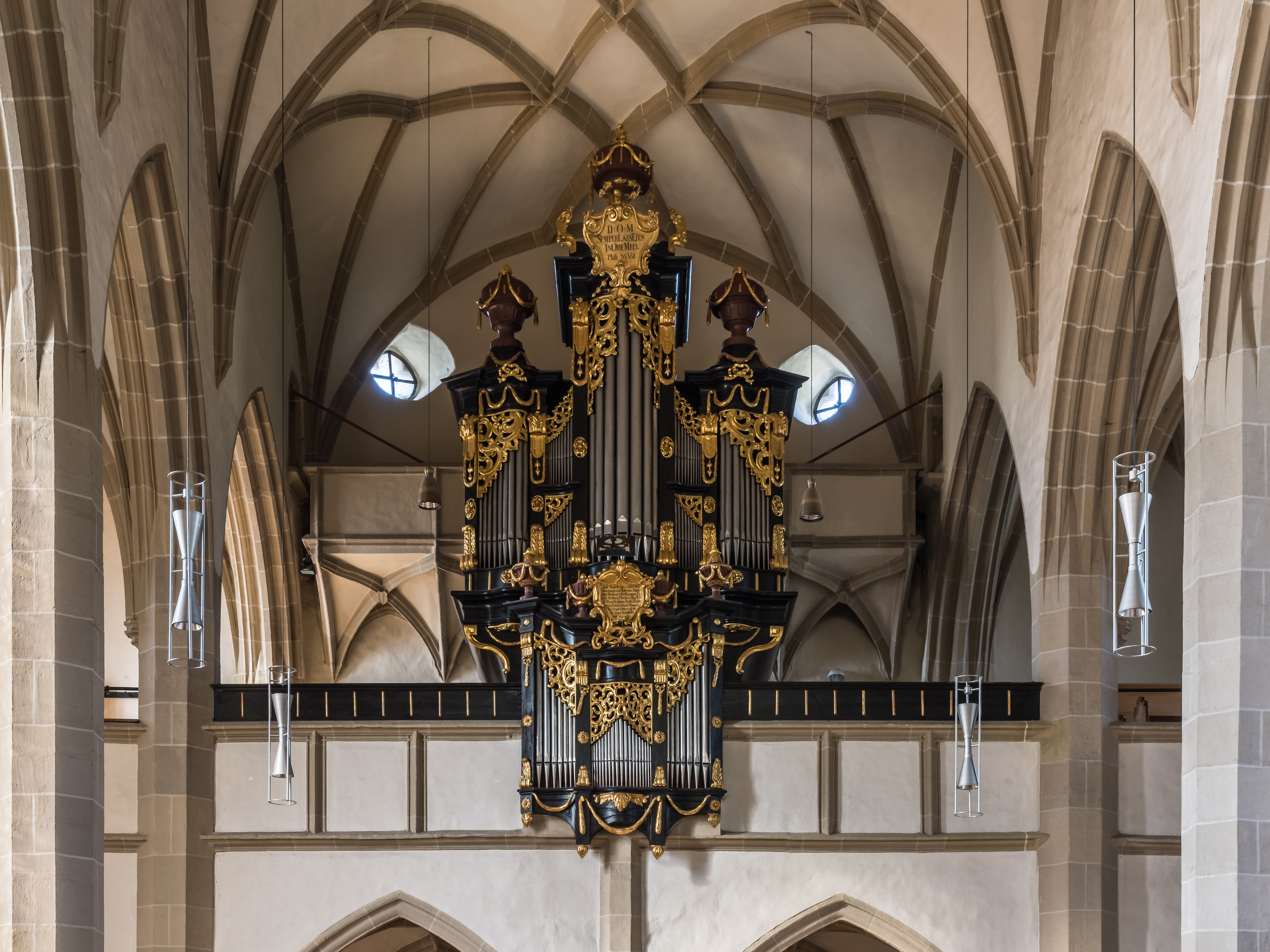
Orgă în biserică
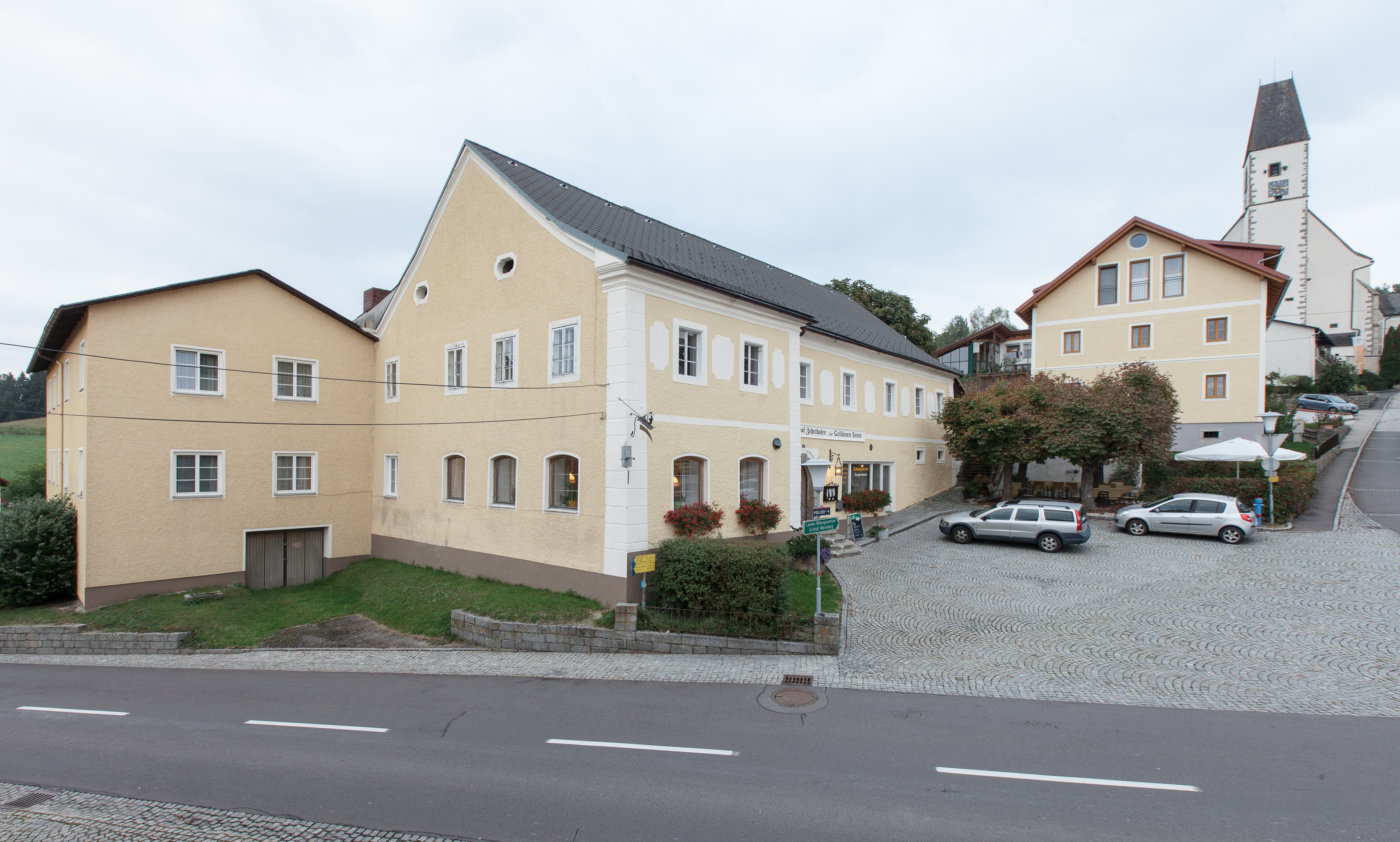
Pensiune
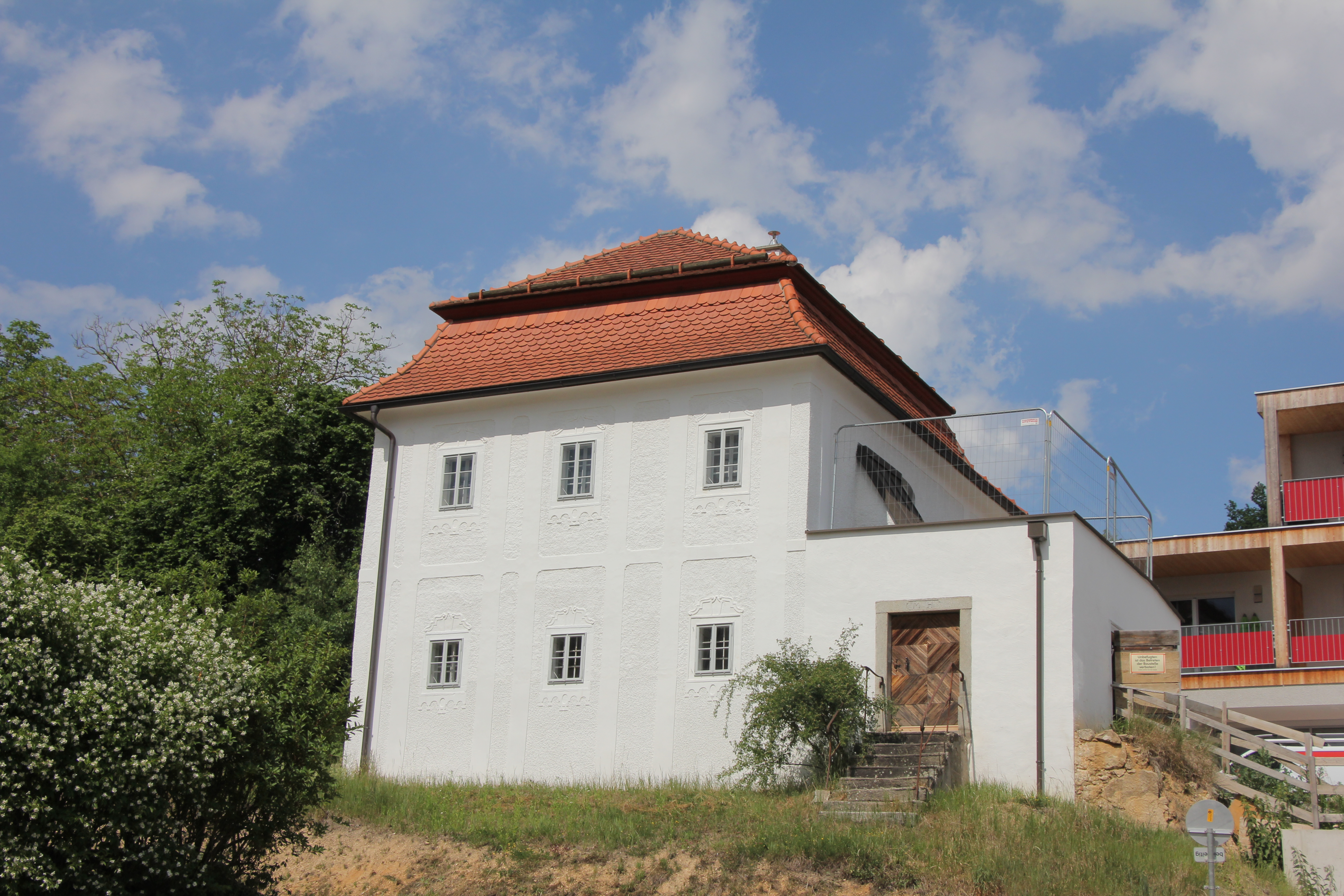
Casa parohială protestantă
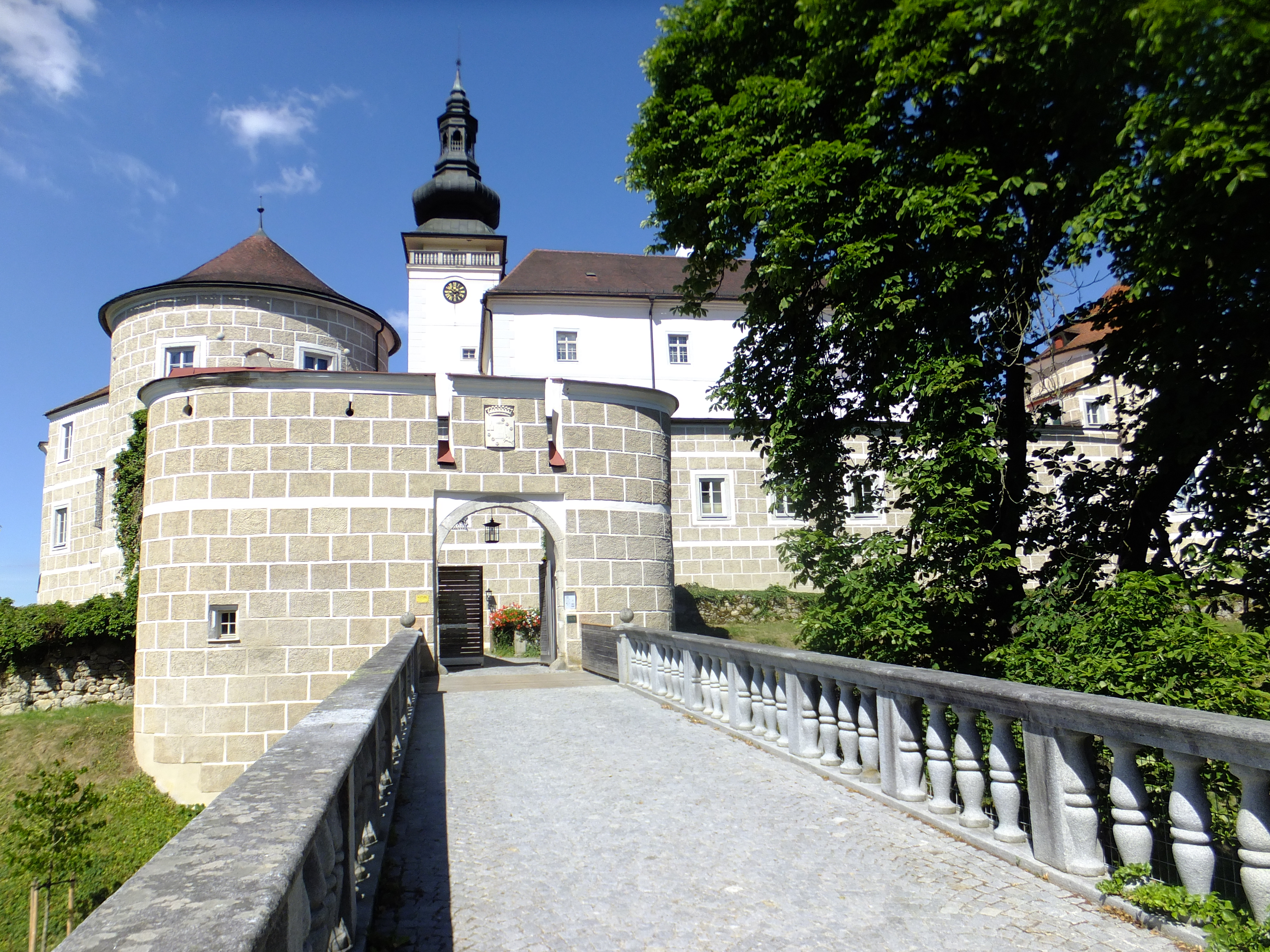
Pod către castelul Weinberg
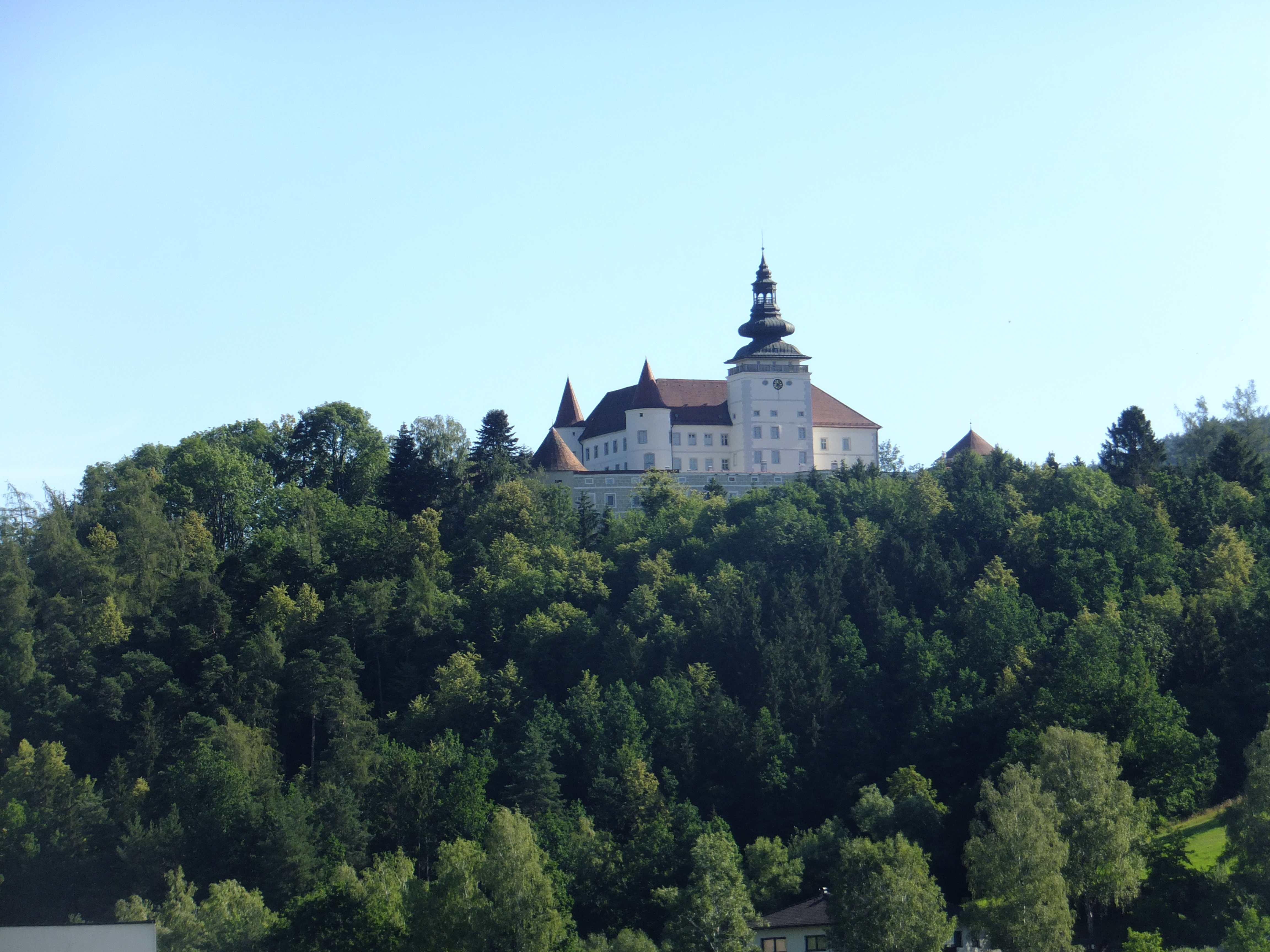
Castelul Weinberg
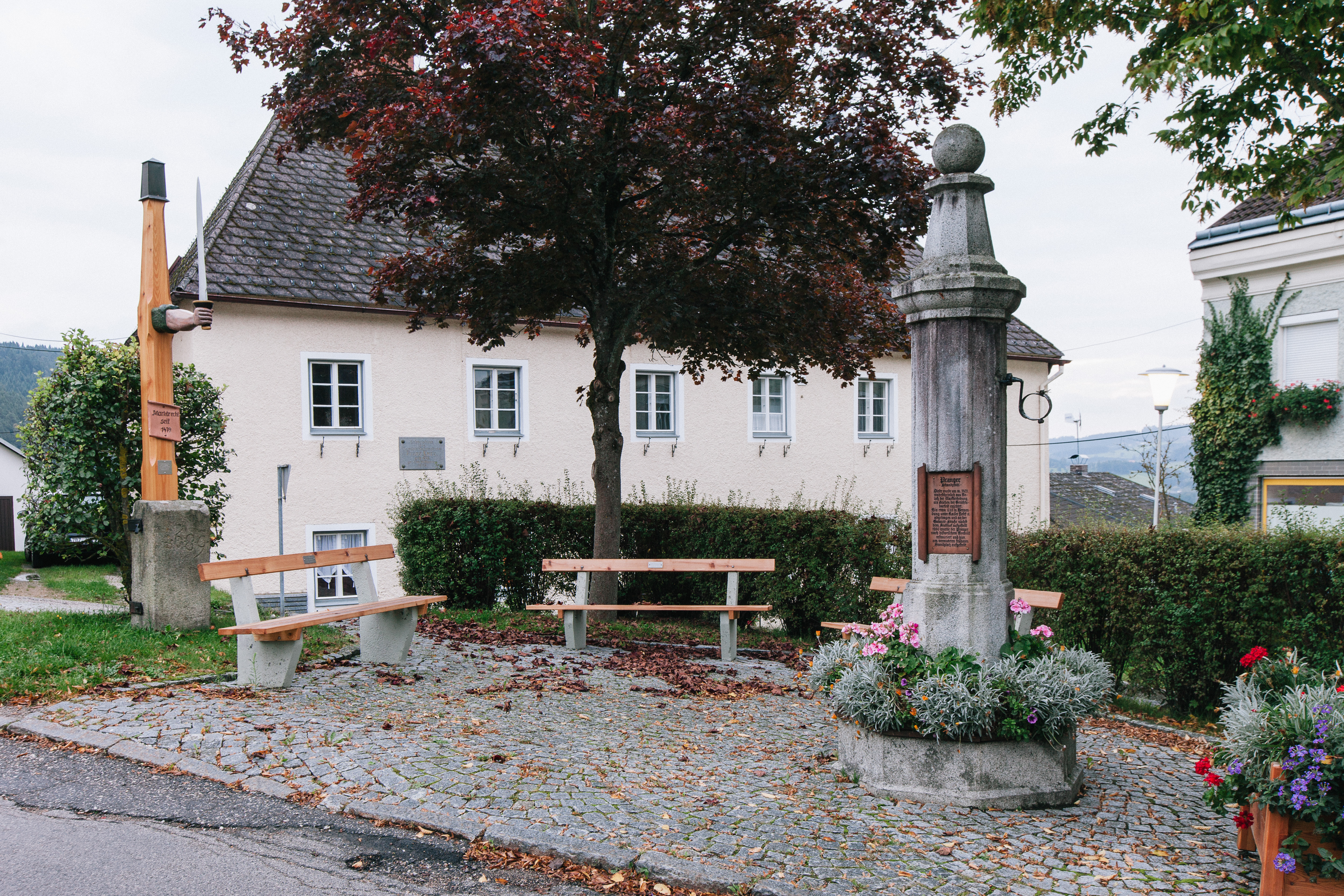
Stâlp al infamiei construit în 1479, demolat în 1738, reconstruit în 1980
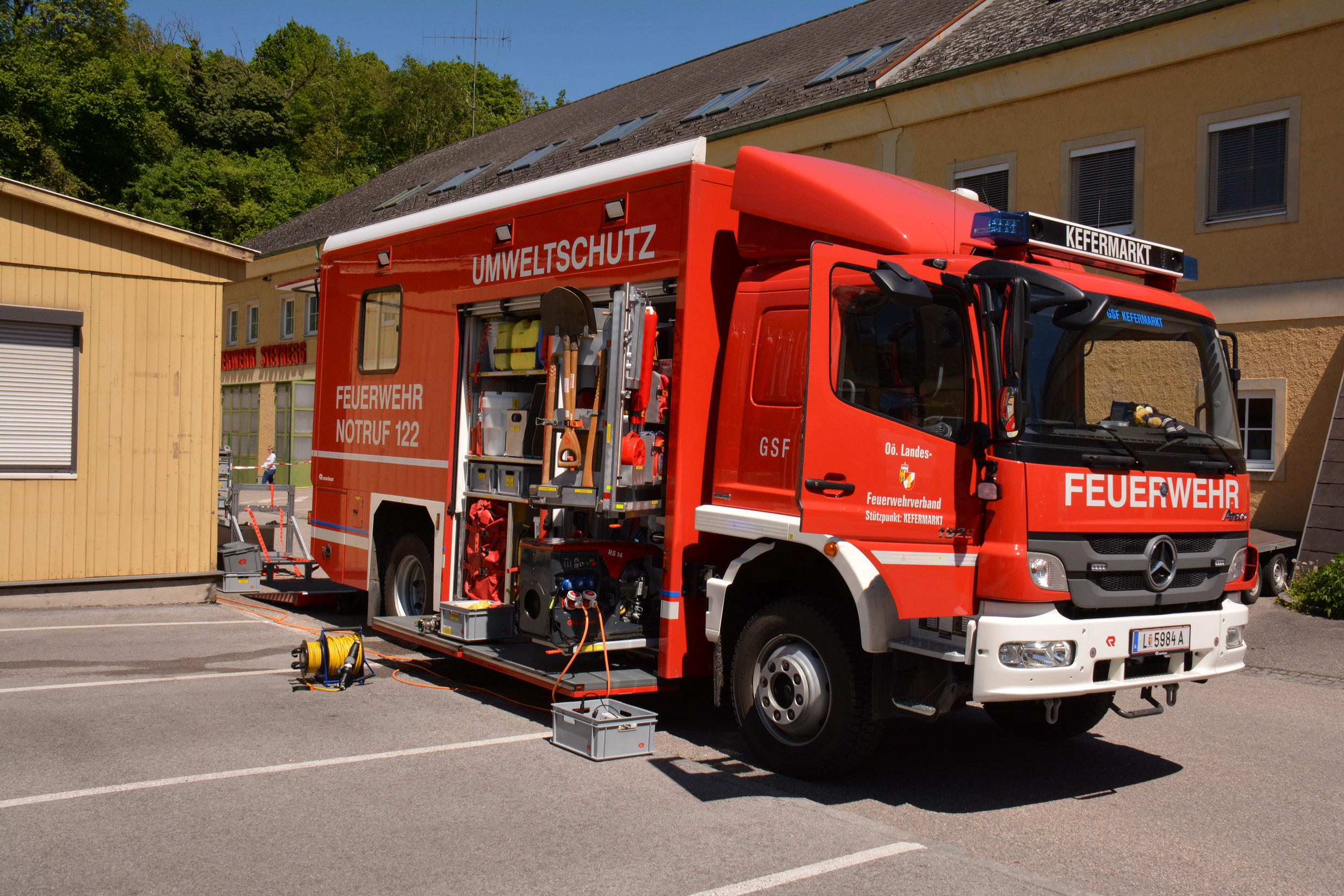
Vehicul de pompieri
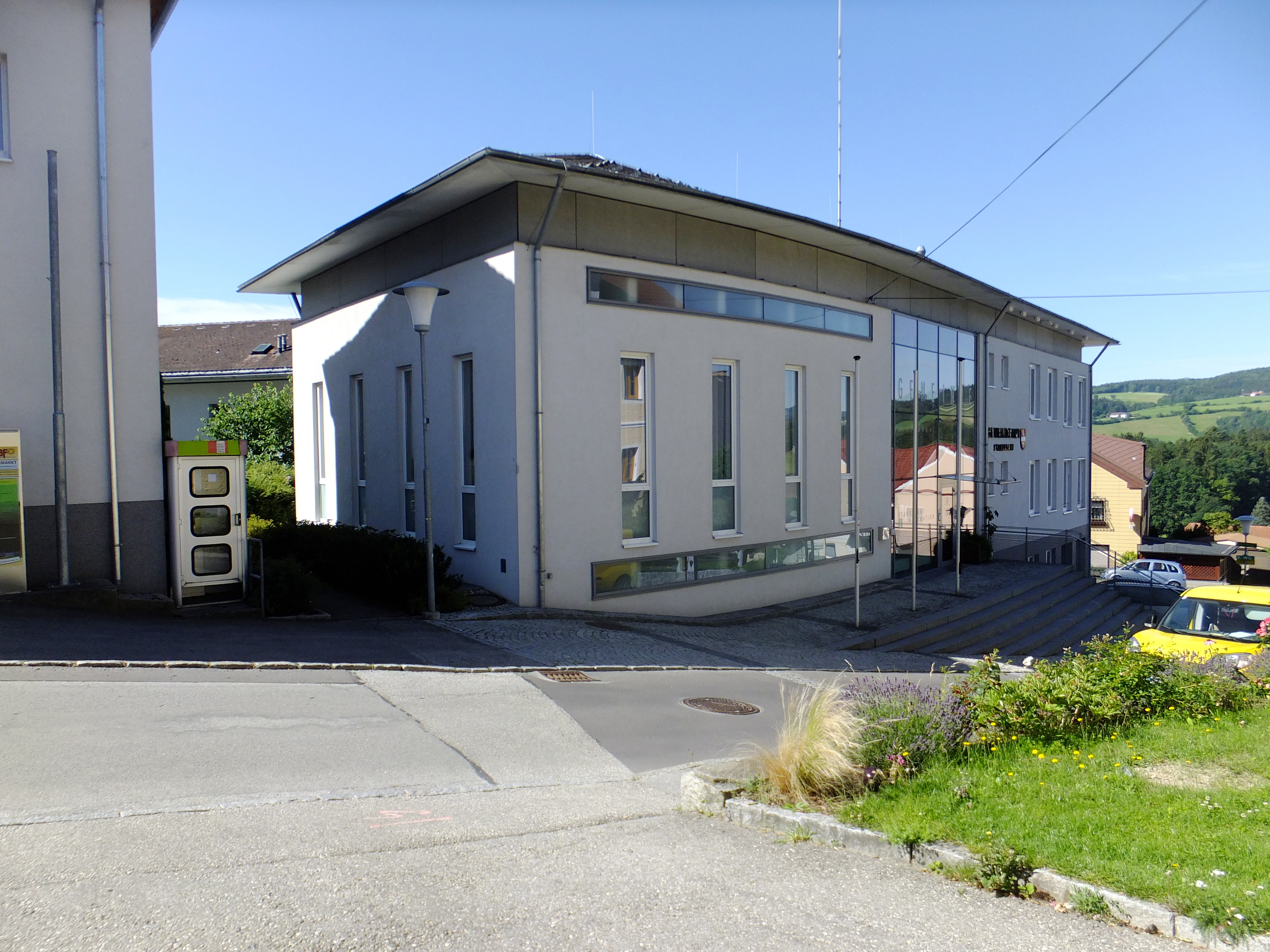
Primăria
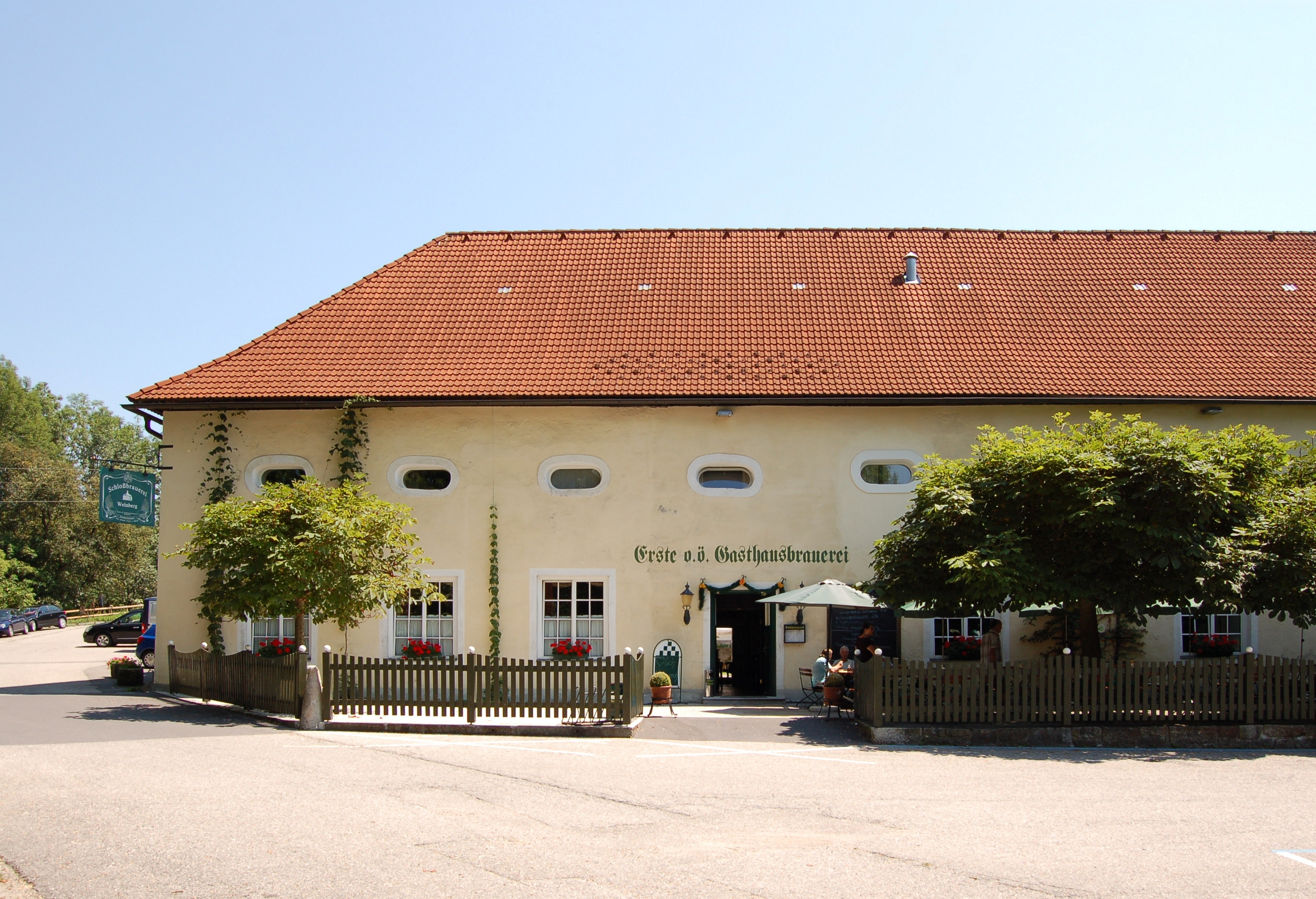
Berăria castelului
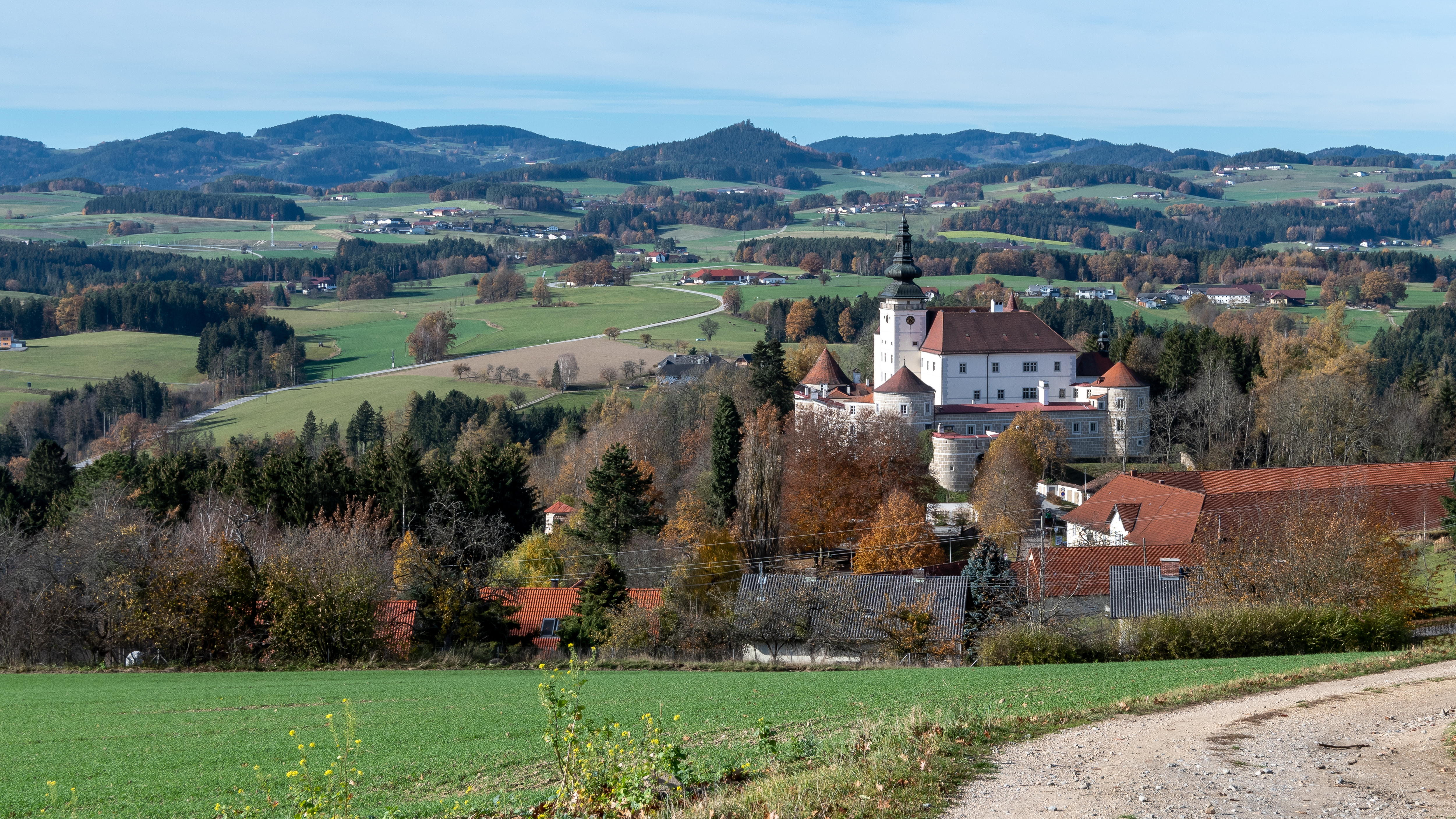
Vedere a castelului Weinberg dinspre vest